# Planetshakers

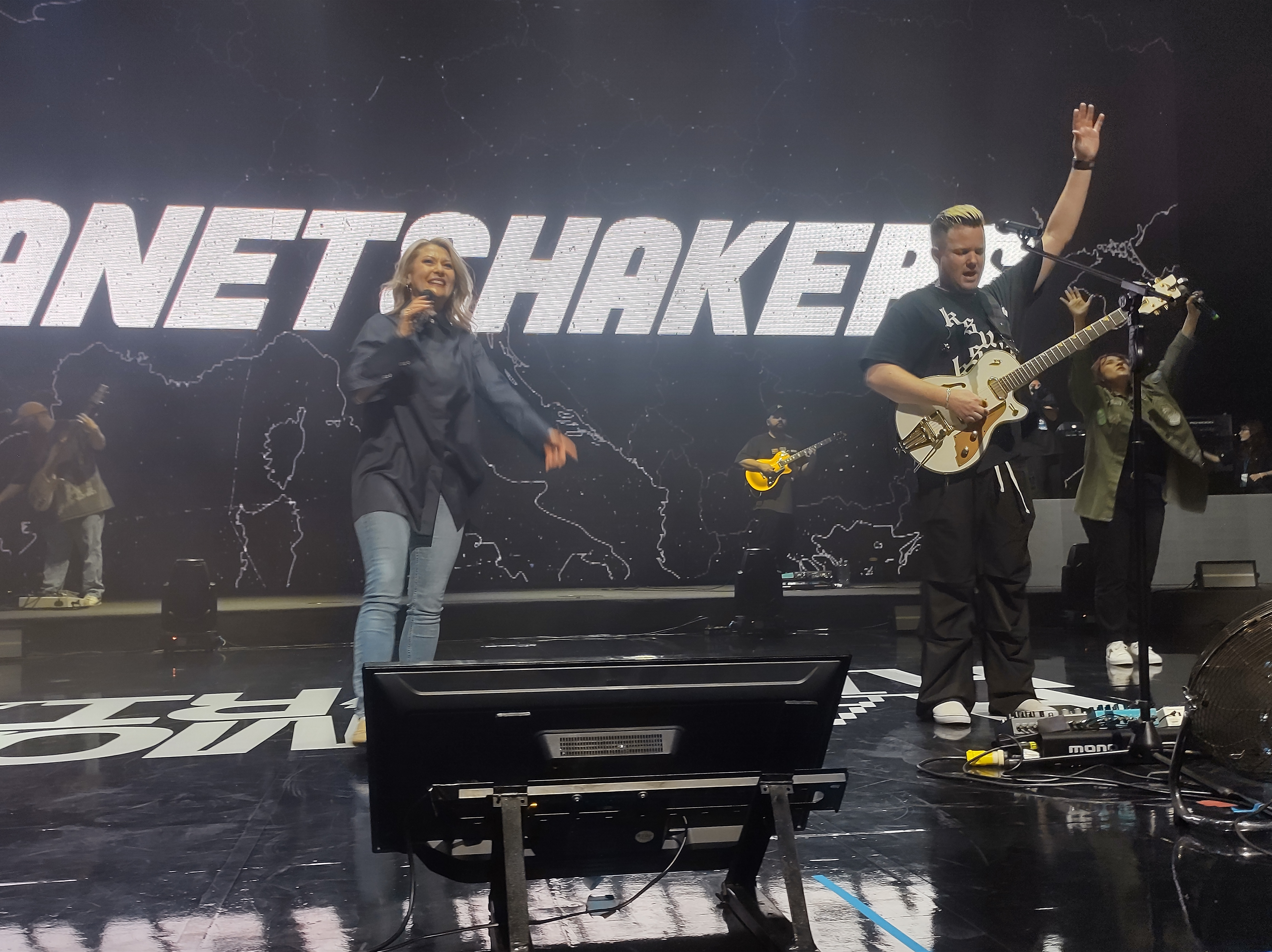

Planetshakers är en ungdomlig kristen rörelse som startade i Melbourne, Australien. Planetshakers arrangerar årligen konferenser i flera delstater i Australien. Den första konferensen hölls i Adelaide, 1997.

## Musik
Likt Hillsong Church använder de sig mycket av musik för att sprida evangeliet om Jesus.
Planetshakers har en mycket varierad musik, lugna låtar såsom Fall in This Place, från albumet Pick It Up och sedan har de väldigt rockiga låtar såsom Boom, från albumet Saviour of The World. Anledningen till att de har varierad musik är troligen för att det är en stor ensemble, med flera olika kompositörer.

## Inspelningar
Planetshakers brukar producera ett eller flera album varje år. De flesta album har blivit väldigt populära inom den kristna musiken.
1. When the Planet Rocked (2000)
2. So Amazing (2001)
3. Phenomena (2002)
4. Reflector (2002)
5. Open Up The Gates (2003)
6. My King (2003)
7. Rain Down (2004)
8. All That I Want (2004)
9. Always and Forever (2005)
10. Evermore (2005)
11. Decade: Lift Up Your Eyes (2005)
12. Arise (2006)
13. Pick It Up (2006)
14. Praise Him (2006)
15. Worship Him (2006)
16. Never Stop (2007)
17. Saviour of The World (2007)
18. Free (2008)
19. All For Love (2008)
20. One (2009)
21. Even Greater (2009)
22. Nothing Is Impossible (2011)
23. Heal Our Land (2012)